# Louis Raymond
Louis Bosman Raymond (Pretória, 28 de junho de 1895 - Johannesburg, 30 de janeiro de 1962) foi um tenista sul-africano. Campeão olímpico em simples em 1920.